# Boogstraal
Een boogstraal is de straal van de kromtecirkel die de as van een weg, spoorweg of kanaal in het horizontale of verticale vlak, oftewel het alignement beschrijft.
De minimale boogstraal voor een weg is afhankelijk van de ontwerpsnelheid van die weg, en kan als volgt worden berekend:
{\displaystyle R={\frac {V^{2}}{g(a+f_{z})}}}
Waarin:
- R = boogstraal [m]
- V = ontwerpsnelheid [m/s];
- a = verkanting [-]
- fz = wrijvingscoëfficiënt in zijdelingse richting [-]
- g = zwaartekrachtsversnelling [m/s2].

Een boog met bovengenoemde minimale boogstraal in een weg die met de ontwerpsnelheid bereden wordt geeft nog net genoeg grip om niet uit de bocht te vliegen. Onzekere factor hierin is de wrijvingscoëfficiënt die onder meer afhankelijk is van de weersgesteldheid en toestand van wielen. Behalve het gebruik van deze vuistregel spelen esthetische- en veiligheidsoverwegingen een rol.
In de praktijk zal men eerder de verkanting aanpassen aan een gegeven boogstraal dan omgekeerd. Bij voldoende verkanting kan de wrijving nul zijn, al is dan ook weer wrijving nodig om te voorkomen dat voertuigen die minder hard rijden dan de ontwerpsnelheid "in" in plaats van uit de bocht vliegen. Omgekeerd is bij voldoende wrijving respectievelijk lage snelheid geen verkanting nodig, bijv. voor straten in een stad. Bij kanalen is verkanting uiteraard niet mogelijk. Hier moet de snelheid worden aangepast aan de kromtestraal van de bocht, en/of enige zijwaartse slip worden aanvaard.  
Een boog met een constante boogstraal sluit aan op een overgangsboog of op een recht stuk weg.
boog ·
booglengte ·
boogstraal ·
clothoïde ·
overgangsboog ·
straal